# Dżammu i Kaszmir (stan)

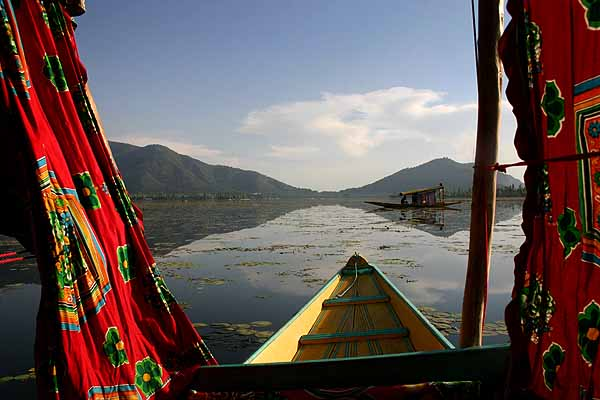
Jezioro Dal w Kaszmirze

Dżammu i Kaszmir (hindi जम्मू और कश्मीर, trb.: Dźammu aur Kaśmir, trl.: Jammū aur Kaśmīr; kaszmirski جۄم تٕ کٔشېر trl.: Jammū te Kaśmīr; urdu مقبوضہ کشمیر trl.: Jammū wa Kaśmīr; ang. Jammu and Kashmir) – stan w Indiach, funkcjonujący w latach 1954-2019. Większość jego terytorium zajmowały Himalaje. Stan Dżammu i Kaszmir sąsiadował z Himachal Pradesh na południu, z Pakistanem na zachodzie, z Chinami na wschodzie i północy.
W obrębie stanu można było wyróżnić:
- region Dżammu
- Kotlinę Kaszmirską
- Ladakh

Śrinagar był stolicą letnią stanu, a Dżammu zimową. Obszar stanu był znany ze swojego pięknego krajobrazu i przyrody. Była to także jedyna część Indii, gdzie muzułmanie stanowili większość, inne wyznawane religie to hinduizm, buddyzm i sikhizm.
Dżammu i Kaszmir leżał na terenie, który jest przedmiotem sporu pomiędzy Pakistanem, Chinami a Indiami. Indie traktują cały region jako swoje terytorium, pomimo że kontrolują jedynie jego połowę. Jedna trzecia obszaru należy do Pakistanu, a suchy region na wschodzie, do którego pretensje roszczą sobie Indie, tak samo jak zresztą do części pakistańskiej, należy do Chin. Na terenie tym ciągle dochodzi do niepokojów spowodowanych działalnością terrorystyczną (głównie muzułmanów chcących przyłączenia całego regionu do Pakistanu).
Po wyborach parlamentarnych, w sierpniu 2019 r. rząd Indii, realizując obietnice wyborcze, zmienił art. 370 konstytucji i zniósł funkcjonującą od 1947 r. autonomię regionu oraz odciął region od świata, zamykając jego granicę i blokując łącza telekomunikacyjne. W odpowiedzi Pakistan zerwał stosunki handlowe i zapowiedział reakcję militarną. 31 października 2019 stan został zlikwidowany, a w jego miejsce utworzono dwa terytoria związkowe: Dżammu i Kaszmir oraz Ladakh.

## Etymologia
Dżammu i Kaszmir nazwano od dwóch regionów, które obejmował – regionu Dżammu i doliny Kaszmiru. Region Dżammu został nazwany na cześć tytułowego miasta, którego nazwa z kolei pochodzi od jego założyciela, Radży Jambu Lochana, który, jak się uważa, rządził tym obszarem w IX wieku. Słowo Kaszmir pochodzi ze starożytnego języka sanskrytu i było określane jako káśmīra, inna niepewna etymologia wywodzi się od imienia mędrca hinduskiego: Kaśjapay.
Rząd Pakistanu i źródła pakistańskie odnoszą się do Dżammu i Kaszmiru jako części „Kaszmiru okupowanej przez Indie” („IOK” – „Indian-occupied Kashmir"). Rząd Indii i źródła indyjskie z kolei nazywają terytorium pod kontrolą Pakistanu „okupowanym przez Pakistan Kaszmirem” („POK” – „Pakistan-occupied Kashmir"). Określenia „Kaszmir administrowany przez Indie” i „Kaszmir administrowany przez Pakistan” są często używane przez neutralne źródła.

## Historia
Najwcześniejsze stanowiska neolityczne na równinach zalewowych w dolinie Kaszmiru są datowane na ok. 3000 p.n.e. Najważniejsze z tych miejsc to osady w Burzahom.

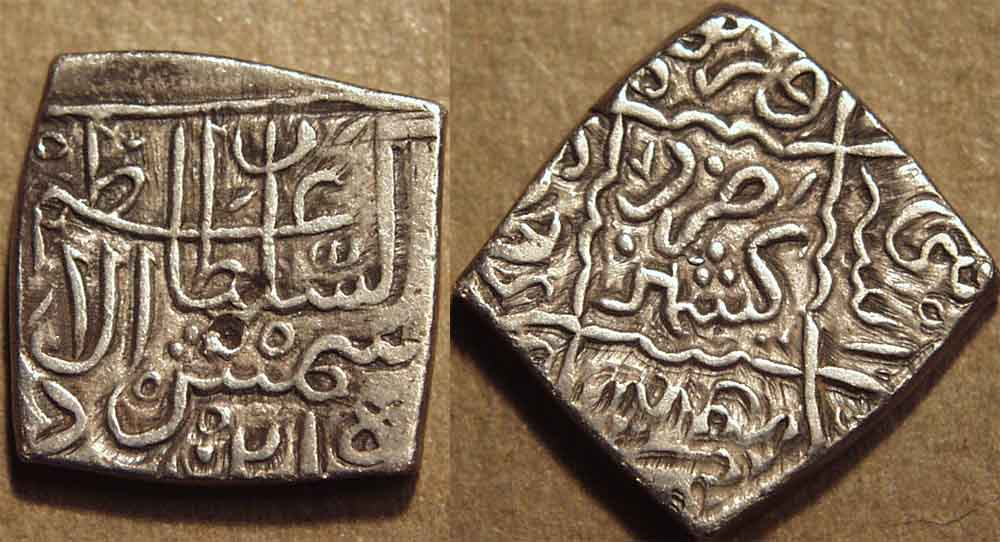
Srebrne kaszmirskie monety z czasów sułtanatu

### Sułtanat Kaszmiru (1346–1580)
Dynastia Lohara (1003–1320 n.e.), której rządy charakteryzowały się opresyjnymi podatkami, korupcją, walkami wewnętrznymi i wzrostem władzy feudów (Damaras), utorowały drogę zagranicznym najazdom na Kaszmir. Suhadeva, ostatni król dynastii Lohara, uciekł z Kaszmiru po tym, jak Zulju, wódz turecko-mongolski, przeprowadził dziki atak na Kaszmir. Rinchana, tybetański uchodźca buddyjski przejął władzę po Zulju. Nawrócenie Rinchany na islam jest częścią folkloru kaszmirskiego. Został przekonany przez ministra Shah Mira do zaakceptowania islamu, prawdopodobnie z pobudek politycznych. Islam przeniknął z krajów spoza Kaszmiru pomimo braku poparcia Hindusów, którzy stanowili większość. Zamach stanu przeprowadzony przez Shah Mira i obalenie Rinchany zapewnił muzułmańskie rządy i początek nowej dynastii w Kaszmirze.
W XIV wieku islam stopniowo stawał się dominującą religią w Kaszmirze. Wraz z upadkiem Kaszmiru, najważniejszego centrum twórczości literackiej w sanskrycie, literatura sanskrytu tam zniknęła. Sułtani w latach 1354–1470 n.e. tolerowali inne religie, z wyjątkiem sułtana Sikandara (1389–1413 n.e.). Sułtan Sikandar nałożył podatki na niemuzułmanów, wymusił konwersję na islam i zdobył tytuł But-Shikanza niszczyciel bożków. Sułtan Zain-ul-Abidin (ok. 1420–1470 n.e.) zaprosił artystów i rzemieślników z Azji Środkowej i Persji do szkolenia lokalnych artystów w Kaszmirze. Pod jego rządami rozwijała się sztuka rzeźbienia w drewnie, papier mâché i tkania dywanów. Przez krótki okres w 1470 r. miasta Dżammu, Puńćh (dawniej jako Poonch) i Rajauri, które oddały hołd Kaszmirowi, zbuntowały się przeciwko sułtanowi. Zostały jednak pokonane. W połowie XVI wieku wpływy Braminów spadły, gdy muzułmańscy misjonarze wyemigrowali do Kaszmiru z Azji Środkowej i Persji, a perski zastąpił sanskryt jako język szlachty.
Generał Mogołów Mirza Muhammad Haidar Dughlat, członek rodziny rządzącej w Kaszgarze, zaatakował Kaszmir w ok. 1540 n.e. w imieniu cesarza Humajuna. Prześladowania szyitów, szafichów i sufich doprowadziły do powstania, które obaliło panowanie Dughlata w Kaszmirze.

### Mogołowie(1580–1750)
Kaszmir nie został bezpośrednio podbity przez Mogołów do czasu panowania Akbara Wielkiego, który odwiedził dolinę w 1589 roku. Akbar podbił Kaszmir przez oszustwo – porywając króla podczas negocjacji. Później przyłączył Kaszmir do swojej afgańskiej prowincji Kabul Subah, ale Szahdżahan wyodrębnił go jako odrębną subah (imperialną prowincję najwyższego poziomu) z siedzibą w Śrinagarze. W czasach kolejnych cesarzy Mogołów powstało wiele słynnych ogrodów, meczetów i pałaców. Nietolerancja religijna i dyskryminujące opodatkowanie pojawiło się ponownie, gdy cesarz Aurangzeb wstąpił na tron w 1658 roku. Po jego śmierci wpływ imperium Mogołów spadł.
W 1700 r. sługa zamożnego kupca z Kaszmiru przywiózł do doliny Mo-i Muqqadas (włosy Proroka), relikwie Mahometa. Relikwia mieściła się w Sanktuarium Hazratbal nad brzegiem jeziora Dal. Atak Afszarydów na Indie w 1738 roku dodatkowo osłabiła kontrolę Mogołów nad Kaszmirem.

### PanowanieSikhów(1820–1846)
Po czterech wiekach rządów muzułmańskich Mogołów, Kaszmir padł przed armią Sikhów za czasów Ranjita Singha z Pendżabu. Ponieważ Kaszmirczycy ucierpieli pod rządami Afgańczyków, początkowo byli przychylni nowym władcom Sikhów. Jednakże gubernatorzy sikhów okazali się trudnymi przywódcami, a rządy sikhijskie były ogólnie uważane za opresyjne. Sikhowie uchwalili szereg praw antymuzułmańskich, które obejmowały wydawanie wyroków śmierci za ubój krów, zamknięcie Wielkiego Meczetu (Dźama Masdźid) w Śrinagarze i zakazanie Adhanu czyli publicznego muzułmańskiego wezwania do modlitwy. Kaszmir zaczął też przyciągać europejskich gości, z których kilku pisało o skrajnej nędzy wśród chłopstwa i wysokich podatkach. Wysokie podatki, według niektórych współczesnych relacji, wyludniły duże połacie wsi, umożliwiając uprawę tylko jednej szesnastej ziemi uprawnej. Jednak po klęsce głodu w 1832 r. Sikhowie obniżyli podatek od gruntów do połowy produkcji ziemi, a także zaczęli oferować rolnikom nieoprocentowane pożyczki; Kaszmir stał się drugim co do wielkości źródłem dochodów imperium Sikhów. W tym czasie kaszmirskie szale stały się znany na całym świecie, przyciągając wielu kupujących, zwłaszcza na zachodzie.
Wcześniej, w 1780 r. królestwo Dżammu (na południe od doliny Kaszmiru) zostało zdobyte przez Sikhów. Gulab Singh wsławił się w późniejszych kampaniach, zwłaszcza w aneksji doliny Kaszmiru, a ze względu na swoje usługi został mianowany gubernatorem Dżammu w 1820 r. Z pomocą swojego oficera, Zorawara Singha, Gulab Singh wkrótce zdobył dla Sikhów ziemie Ladakhu i Baltistanu odpowiednio na wschodzie i północnym wschodzie Dżammu.

### Książęcy Kaszmir i Dżammu (1846–1947)

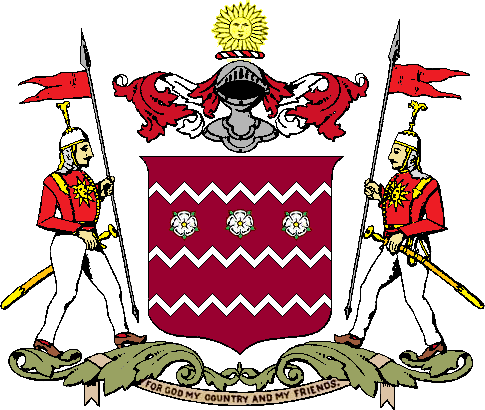
Herb z czasów brytyjskich

W 1845 r. Wybuchła I wojna Brytyjczyków z Sikhami, a Gulab Singh starał się trzymać z daleka do bitwy o Sobraon (1846 r.), kiedy to pojawił się jako przydatny mediator i zaufany doradca Sir Henry’ego Lawrence'a. Wkrótce po śmierci Gulaba Singha w 1857 r. jego syn, Ranbir Singh, dodał do królestwa księstwa Hunza, Gilgit i Nagar. Kraj łączył różne regiony, religie i grupy etniczne: na wschodzie Ladakh był etnicznie i kulturowo bliski Tybetowi, a jego mieszkańcy praktykowali buddyzm; na południu Dżammu miało mieszaną populację hinduistów, muzułmanów i sikhów; w gęsto zaludnionej środkowej dolinie Kaszmiru ludność była w przeważającej mierze sunnicka, jednak była też niewielka, ale wpływowa mniejszość hinduska, bramini kaszmirscy lub pandity; na północnym wschodzie słabo zaludniony Baltistan miał populację etnicznie związaną z Ladakhem, ale praktykującą szyicki islam; na północy, również słabo zaludnionej, region Gilgit był obszarem różnorodnych, głównie szyickich grup.
Mieszkańcy regionu byli uciskani pod rządami hinduistów, co przejawiało się w postaci wysokich podatków, nieodpłatnej pracy przymusowej i dyskryminujących przepisów. Wielu muzułmanów z Kaszmiru wyemigrowało do Pendżabu z powodu głodu i polityki władców Dogra. Muzułmańskie chłopstwo było ogromne, zubożałe i rządzone przez elity hinduskie. Muzułmańskim chłopom brakowało edukacji, świadomości praw i chronicznie zadłużali się w stosunku do właścicieli ziemskich i lichwiarzy; nie organizowali się politycznie aż do lat 30. XX wieku.

Puńćh na mapie księstwa

### 1947
Prawnuk Gulaba Singha, Hari Singh, który wstąpił na tron Kaszmiru w 1925 r., był panującym monarchą w 1947 r., czyli pod koniec brytyjskiego panowania na subkontynencie i w czasie późniejszego podziału Brytyjskiego Raju na nowo niepodległą Unię Indii i Dominium Pakistanu. W regionie Puńćh rozpoczęła się wówczas wewnętrzna rewolta przeciwko wysokim podatkom nałożonym przez maharadżę. W sierpniu siły Maharadży ostrzelały demonstracje na rzecz przyłączenia Kaszmiru do Pakistanu, spaliły całe wioski i dokonały masakry chłopów. Rebelianci Puńćh ogłosili 24 października niezależny rząd Kaszmiru „Azad”.
Władców państw książęcych zachęcano do przyłączenia swoich państw do Indii lub Pakistanu, biorąc pod uwagę takie czynniki, jak bliskość geograficzna i życzenia ich narodu. W 1947 r. ludność Kaszmiru składała się w ok. 77% z muzułmanów i 20% z hindusów. Aby odłożyć podjęcie decyzji, maharadża podpisał umowę z Pakistanem, która zapewniła ciągłość handlu, podróży, komunikacji i podobnych usług między nimi. Takie porozumienie było dyskutowane z Indiami. Po wielkich zamieszkach w Dżammu w październiku 1947 r. Pasztuni z Północno-Zachodniej Prowincji Przygranicznej Pakistanu, zwerbowani przez rebeliantów z Puńćh, zaatakowali Kaszmir; rzekomo byli okrutni wobec innych muzułmanów w Puńćh i Dżammu. Po drodze plemiona zajęły się grabieżami. Celem kampanii partyzanckiej było przestraszenie Hari Singha i skłonienia go do poddania się. Zamiast tego maharadża zwrócił się do rządu Indii po pomoc, a gubernator generalny Lord Mountbatten zgodził się pod warunkiem przystąpienia władcy do Indii. Gdy maharadża podpisał deklarację przystąpienia, indyjscy żołnierze wkroczyli do Kaszmiru i wyparli sponsorowane przez Pakistańczyków nieregularne oddziały z części państwa. Indie zaakceptowały przystąpienie, uznając je za tymczasowe aż do czasu, gdy będzie można ustalić wolę ludu. Przywódca Kaszmiru, szejk Abdullah, zatwierdził przystąpienie jako doraźne, o czym ostatecznie zdecydują obywatele państwa. Maharadża mianował go szefem administracji kryzysowej. Rząd Pakistanu natychmiast zakwestionował przystąpienie, sugerując, że było to oszustwo i maharadża działał pod przymusem, i że nie miał prawa podpisać umowy z Indiami, gdy umowa z Pakistanem nadal obowiązywała.

### 1947-2019
główny artykuł: Spór o Kaszmir
- I wojna o Kaszmir: 1947–1948
- Wojna chińsko-indyjska: 1962 – od Ladakhu oderwany został obszar Aksai Chin
- II wojna o Kaszmir: 1965
- Wojna indyjsko-pakistańska: 1971 – utworzona została obecna zachodnia i północna granica

W tym okresie Dżammu i Kaszmir był stanem obdarzonym specjalnym statusem – większość ustaw przyjmowanych przez indyjski parlament musiało być ratyfikowana, aby nabrać mocy prawnej w stanie, obywatele innych stanów nie mieli prawa nabywania nieruchomości w regionie oraz był to jedyny stan legalnie posiadający własną flagę.

### Podział 2019[8]
W sierpniu 2019 r. rząd Indii uchylił specjalny status przyznany Dżammu i Kaszmirowi zgodnie z art. 370 konstytucji indyjskiej w 2019 r., a parlament Indii uchwalił ustawę o reorganizacji Dżammu i Kaszmiru, która zawierała postanowienia dotyczące likwidacji stanu i jego podzielenia na dwa terytoria związkowe – Dżammu i Kaszmir na zachodzie i Ladakh na wschodzie. Zmiany te weszły w życie 31 października 2019 r.

## Podział administracyjny
Stan Dżammu i Kaszmir dzielił się bezpośrednio na dystrykty. Łącznie w 2019 roku istniały 22 dystrykty:
| 1. Anantnag 2. Bandipora 3. Baramulla 4. Badgam 5. Doda 6. Ganderbal 7. Dżammu 8. Kargil 9. Kathua 10. Kishtwar 11. Kulgam | 1. Kupwara 2. Leh 3. Puńćh 4. Pulwama 5. Rajouri 6. Ramban 7. Reasi 8. Samba 9. Shopian 10. Śrinagar 11. Udhampur |

## Gospodarka
Gospodarka stanu opierała się głównie na rolnictwie i pasterstwie. Stan był też znany z produkcji jedwabiu oraz eksportu drewna do wyrobu kijów do krykieta, zwanego Kashmir Willow.